# Nicolas Kristof
Nicolas Kristof (* 20. Dezember 1999 in Heidelberg) ist ein österreichisch-deutscher Fußballtorwart. Er spielt für die SV Elversberg in der 2. Bundesliga.

## Karriere

### Verein
Kristof begann seine Karriere beim SV Sandhausen. Zur Saison 2011/12 wechselte er in die Jugend der TSG 1899 Hoffenheim. Zur Saison 2015/16 kehrte er wieder nach Sandhausen zurück. Dort spielte er im Oktober 2017 erstmals für die Reserve des Zweitligisten in der fünftklassigen Oberliga, aus der er mit dem Team zu Saisonende allerdings abstieg. Nach insgesamt 34 Einsätzen für Sandhausen II wechselte der Tormann zur Saison 2019/20 zum Regionalligisten FC-Astoria Walldorf. In Walldorf setzte er sich direkt durch und hütete in zwei Spielzeiten (wobei die Saison 2019/20 COVID-bedingt abgebrochen wurde) insgesamt 62 Mal das Tor der Astoria in der Regionalliga Südwest.
Zur Saison 2021/22 wechselte Kristof innerhalb der Liga zur SV Elversberg. In der Hinrunde war er in Elversberg noch zweiter Tormann hinter Frank Lehmann, verdrängte ihn ab dem Frühjahr jedoch als Stammtorhüter und absolvierte bis Saisonende 14 Partien. Mit der Mannschaft stieg er als Meister der Regionalliga Südwest in die 3. Liga auf. Dort konnte er in der folgenden Saison 2022/2023 seinen Status als Stammtorhüter behaupten. Am Ende der Saison stieg er mit seinem Verein, erneut als Meister der Liga, in die 2. Bundesliga auf.  In der Saison Saison 2024/25 bestritt Kristof mit 13 Partien die meisten Zu-Null-Spiele in der 2. Bundesliga. Sein Vertrag mit SV Elversberg läuft bis 30. Juni 2027.

### Nationalmannschaft
Der gebürtige Deutsche Kristof spielte im Februar 2015 dreimal im österreichischen U16-Team.

## Erfolge
SV Elversberg
- Meister der 3. Liga und Aufstieg in die 2. Bundesliga: 2022/2023
- Meister der Regionalliga Südwest und Aufstieg in die 3. Liga: 2021/22
- Saarlandpokal-Sieger: 2021/22, 2022/23